# Public Advertiser
Public Advertiser foi um jornal londrino do século XVIII.
O Public Advertiser foi denominado originalmente de London Daily Post and General Advertiser, depois simplesmente de General Advertiser, consistindo mais ou menos exclusivamente de anúncios. Foi assumido por seu impressor, Henry Woodfall, e relançado como Public Advertiser, com um conteúdo noticioso bem maior. Em 1758, Henry Sampson Woodfall, o filho de dezenove anos de idade do impressor, assumiu a direção do jornal.